# Chrissie Hynde
Christine Ellen (Chrissie) Hynde (Akron (Ohio), 7 september 1951) is een Amerikaanse zangeres, vooral bekend van de rockgroep The Pretenders. Naast zangeres, songwriter en gitarist is ze ook schilderes.

## Muzikale carrière
Hynde studeerde kunst en architectuur aan de Kent State University, waar ze verzeilde in de studentenopstand die op 4 mei 1970 leidde tot het 'Kent State-bloedbad' waarbij een van haar vrienden omkwam. Ze verhuisde in 1973 naar Londen en werd journalist bij het muziekblad New Musical Express. Later nam ze afstand van haar eigen "halfbakken filosofische flauwekul en nonsensicale uitbarstingen" in dat blad. Ze werkte enige tijd in de kledingwinkel SEX van Malcolm McLaren en Vivienne Westwood. Voor een werkvergunning in het Verenigd Koninkrijk wist ze eerst Johnny Rotten en toen Sid Vicious, vrienden van McLaren, tot een huwelijk te bewegen, maar beide plechtigheden gingen op het laatste moment niet door. Ze deed in 1975 pogingen een band te formeren in Parijs, maar ging uiteindelijk terug naar Akron.
In 1978 keerde ze terug naar Engeland en toen lukte het wel om een band te formeren, The Pretenders, met de Britse muzikanten James Honeyman-Scott, Pete Farndon en Martin Chambers. De samenstelling van de band wisselde regelmatig, maar Hynde als enige constante factor werd daarmee de leider van de band. Ze speelt vooral op een Fender Telecaster.
The Pretenders hadden een van hun eerste hits met een cover van het nummer Stop Your Sobbing, dat geschreven was door Ray Davies van The Kinks. Hynde ontmoette Davies enkele jaren daarna, een ontmoeting die uitmondde in een langdurige relatie. In 1983 kregen zij een kind. Daarna was Hynde van 1984 tot 1990 getrouwd met Jim Kerr van de Simple Minds, met wie ze een dochter kreeg. Van 1997 tot 2002 was ze getrouwd met de Colombiaanse kunstenaar Lucha Brieva.
Ze scoorde in 1985 samen met UB40 een nummer 1-hit in onder meer Nederland met een cover van I Got You Babe van Sonny & Cher. In 1988 stond Breakfast in Bed, wederom met UB40, op de vierde plaats in de Top 40.
Hynde is een invloedrijk muzikant, zowel door haar muziek als door haar optredens en haar uitlatingen in interviews. Ze heeft een huis in Londen en een appartement in haar geboorteplaats Akron in Ohio. Zij had daar van 2007 tot 2011 een vegetarisch restaurant. In 2014 kwam haar solodebuutalbum Stockholm uit. Een jaar later kwam haar autobiografie Reckless, my Life as a Pretender uit (in het Nederlands vertaald als Roekeloos). Daarin schrijft ze onder meer dat ze ooit verkracht is door een groep motorrijders. In 2015 nam ze ook een album op met Dan Auerbach, bekend van The Black Keys en eveneens geboren in Akron.
Zij is niet alleen vegetariër, maar ook voorvechtster van dierenrechten. Ze is belijdend aanhanger van het Vaishnavisme.

## NPO Radio 2 Top 2000
| Nummer met noteringen in de NPO Radio 2 Top 2000 | '99 | '00 | '01 | '02  | '03  | '04  | '05  | '06  | '07  | '08  | '09  | '10  | '11  | '12  | '13  | '14  | '15  | '16  | '17  | '18  | '19  | '20  | '21  | '22  | '23  |
| ------------------------------------------------ | --- | --- | --- | ---- | ---- | ---- | ---- | ---- | ---- | ---- | ---- | ---- | ---- | ---- | ---- | ---- | ---- | ---- | ---- | ---- | ---- | ---- | ---- | ---- | ---- |
| I Got You Babe (met UB40)                        | 923 | 799 | 910 | 1301 | 1165 | 1075 | 1260 | 1411 | 1491 | 1290 | 1615 | 1483 | 1614 | 1776 | 1738 | 1600 | 1961 | 1930 | 1894 | 1701 | 1580 | 1715 | 1549 | 1850 | 1875 |

1. ↑  Een vetgedrukt getal geeft de hoogste notering aan.
2. ↑  Deze tabel is bijgewerkt tot en met de laatste editie (2024).